# منطقة كونجار
كونجار رمزها «KJ» (بالإنجليزية: Kendujhar  (Keonjhar))‏ ، هو تقسيم إداري لدولة الهند تتبع ولاية أوريسا (بالإنجليزية: Orissa)‏ ، مركزها هو مدينة كونجار (بالإنجليزية: Kendujhar)‏ عدد سكانها حسب تعداد سنة 2001 هو 1,561,521 ، مساحتها 8,336 كم² وكثافة السكان 187 لكل كم² .